# Luigui Carbajal
Luis Alberto Carbajal Lazo (Lima, 3 de diciembre de 1981), conocido por su nombre artístico Luigui Carbajal, es un cantante y personalidad de televisión peruano, que ganó reconocimiento por haber conformado la banda musical de tecnocumbia Skándalo.
En el ámbito televisivo, ha participado en diferentes programas de televisión de su país, destacándose en programas humorísticos como Risas de América. 

## Primeros años
Luis Alberto Carbajal Lazo nació en la ciudad de Lima el 3 de diciembre de 1981, proveniente de una familia de clase media baja. 

## Trayectoria

### Carrera musical
Comenzó su carrera artística participando recurrentemente en diferentes programas de entrevistas de la televisión peruana en los años 1990.[cita requerida]
En el año 1999, se incorpora al elenco de vocalistas de la boy band peruana Skándalo de Roly Ortiz, conformando al lado de Ricky Trevitazzo, Ronald Trevitazzo, Luis Sánchez y más tarde, Giovanni Kral a partir de 2003. Como integrante del grupo musical, popularizó con los temas musicales como «Colegiala», «Mi niña mujer» y «Mi gran amor».  
Después de su separación 2003, se realizaron reencuentros: en 2013 para la televisión, en 2019 con la participación de la cantante Maricarmen Marín pero sin la presencia de Kral y Ronald, y en 2021 en Europa.
En 2007 ingresó como el nuevo integrante de la agrupación musical de cumbia peruana Armonía 10 por poco tiempo, además de lanzar el cover del tema «Mi niña veneno» de Ritchie, donde fue intérprete. 
Tiempo después, se alejó indefinidamente de la música por su enfoque a la televisión. 
No obstante, en 2017 fue incluido junto a Alejandra Pascucci como parte de la banda Clavito y su Chela, pero fue retirado tiempo después.
Tras su salida de Clavito y su Chela, en 2020 volvió a trabajar con Trevitazo con el dúo musical Ricky & Luigui. En el año 2025, se incluye dentro del elenco principal del grupo Orquesta Candela, como vocalista. 

### Carrera televisiva
A lo paralelo con su carrera musical, en 2007, Carbajal fue incluido en el elenco del programa humorístico Recargados de risa de América Televisión. Durante su estadía en el dicho espacio compartió segmentos junto a otros actores cómicos como Mariella Zanetti y Ernesto Pimentel. 
Al poco tiempo después, en 2012, el programa cambió de nombre a Risas de América, poniéndole fin a su participación cómica a finales de 2013, para luego, enfocarse mayormente a su carrera musical. 
Tras diez años de ausencia, volvió a trabajar en los programas cómicos, firmando para el espacio web La casa de la comedia en 2023. En su estadía, participó en una secuencia junto a Dayanita.
En el año 2010, participó en la secuencia Amigos y rivales del programa concurso Habacilar, en dupla con la actriz cómica Katia Palma. Ambos fueron eliminados en la segunda ronda.
En 2019, fue incluido en la conducción del programa televisivo Atrévete a emprender de Viva TV, junto a la bailarina brasileña Brenda Carvalho, se mantuvo hasta el 2021. 
Actualmente, conduce el programa Power sensuales con Karla Tarazona por la emisora Radio Panamericana desde 2022.

## Vida personal
Es padre de 2 hijos.

## Créditos

### Televisión
- Bienvenida la tarde: la competencia (2014) como competidor.[14]
- El gran show (2016) como participante.[15]
- Amigos y rivales (2010) como participante.
- Recargados de risa (2007-2011) como actor cómico.
- Risas de América (2012-2013) como actor cómico.
- Atrévete a emprender (2019-2021) como presentador.
- El gran chef famosos (2024) como participante.

### Programas web
- La casa de la comedia (2023-presente) como actor cómico.[8]

### Radio
- Power sensuales (desde 2022) como presentador.

## Discografía

### Álbumes con Skándalo
- Es technocumbia
- Terremoto en el mundo
- Regresaron los #1

### Sencillos con Skándalo
- «Colegiala»
- «Mi niña mujer»
- «El baile de la culebra»
- «Vete»
- «Desesperado»
- «Charapita»
- «Si tú no estás»

### Otros sencillos
- «No sé» (junto a la orquesta Los del Centro) (2016)
- «Mi niña tú» (como parte de Armonía 10) (2007)
- «Mi niña veneno» (como parte de Armonía 10, versión) (2007)
- «El embrujo» (como parte de Armonía 10, versión) (2007)